# Zelomorpha cordata
Zelomorpha cordata är en stekelart som beskrevs av Bhat och Gupta 1977. Zelomorpha cordata ingår i släktet Zelomorpha och familjen bracksteklar. Inga underarter finns listade i Catalogue of Life.